# Sikkimiana sukhadae
Sikkimiana sukhadae är en insektsart som först beskrevs av Bhowmik 1965.  Sikkimiana sukhadae ingår i släktet Sikkimiana och familjen gräshoppor. Inga underarter finns listade i Catalogue of Life.